# 奥田実紀
奥田 実紀（おくだ みき、1966年 - ）は、日本のフリーライター。編集者やコピーライターを経てフリーのライターに。L・M・モンゴメリの『赤毛のアン』を主なテーマに執筆を続けている。
宮城県仙台市出身。仙台市立西多賀中学校、宮城県第二女子高等学校、東京デザイナー学院卒。静岡県浜松市在住。
- 日本スコットランド協会会員

## 著書
- 『赤毛のアンの庭で プリンス・エドワード島の15か月』東京書籍（1995年）
- 『紀行「赤毛のアン」―プリンス・エドワード島の人々』晶文社（1996年）
- 『「赤毛のアン」からのプレゼント 安らぎの故郷、プリンス・エドワード島』写真と文 白石書店 2000
- 『赤毛のアンA to Z モンゴメリが描いたアンの暮らしと自然』東洋書林 2001
- 『タータンチェックの文化史』白水社（2007年）
- 『「赤毛のアン」の島で L・M・モンゴメリ』名作を生んだ作家の伝記シリーズ  文渓堂 2008
- 『永遠の「赤毛のアン」ブック』集英社 2008
- 『スコットランドタータンチェック紀行』私のとっておき  産業編集センター 2010
- 『図説赤毛のアン = ANNE’S CANADIAN LIFE』河出書房新社 ふくろうの本　2013
- 『図説タータン・チェックの歴史』河出書房新社 ふくろうの本 2013

### 翻訳
- C.S.コリンズ, C.W.エリクソン『赤毛のアンクリスマス・ブック』東洋書林 2000
- C.S.コリンズ, C.W.エリクソン編『赤毛のアン四季の贈りもの』東洋書林 2000
- L.M.モンゴメリ原作 イレーン＆ケリー・クロフォード編著『赤毛のアンレシピ・ノート L.M.モンゴメリの台所から』東洋書林 2000
- スーザン・ビビン・アラー『「ピーター・パン」がかけた魔法 J・M・バリ』名作を生んだ作家の伝記シリーズ 文溪堂 2005
- ビアトリス・ゴームリー『「ナルニア国」への扉 C・S・ルイス』名作を生んだ作家の伝記シリーズ 文溪堂 2006
- マーガレット・S.ユアン『「ピーターラビット」の丘から ビアトリクス・ポター』名作を生んだ作家の伝記シリーズ 文溪堂 2006
- C.S.コリンズ,C.W.エリクソン『ようこそローラの小さな家へ 大草原でのすてきな暮らし』東洋書林 2006